# اینترناتسیونالنویه (قزاقستان شمالی)
اینترناتسیونالنویه (به قزاقی: Internatsionalnoye) یک منطقهٔ مسکونی در قزاقستان است که در شهرستان مملوت واقع شده‌است. اینترناتسیونالنویه ۹۶ نفر جمعیت دارد.